# John Berendt
John Berendt (1939, Siracusa, Nueva York) es un escritor estadounidense, famoso por su novela Medianoche en el jardín del bien y del mal, publicada en 1994. Su último libro es La ciudad de los ángeles caídos.

## Biografía
En 1961, tras graduarse en la prestigiosa Universidad de Harvard, donde era editor del Harvard Lampoon, Berendt se convirtió en el editor asociado de la revista Esquire. En 1969 dejó este empleo para trabajar escribiendo guiones para algunos programas de televisión, primero para David Frost y luego para Dick Cavett. Entre 1977 y 1979 se convirtió en el editor de la revista New York Magazine, y posteriormente trabajó como escritor freelance, escribiendo una columna mensual para el Esquire. 
A partir de los años 80, su vida se vio dividida entre los frecuentes viajes a Savannah, en Georgia, y su oficina de Nueva York; finalmente, estuvo viviendo en Savannah casi ocho años de su vida. Allí conoció a numerosas personas y célebres nouveau riches (nuevos ricos), y recopiló todo lo necesario para escribir una apasionante novela acerca de los sucesos que había visto y vivido en la ciudad, respecto al asesinato del joven Danny Hansford. 
El clima cálido de Savannah, sus gentes extravagantes, sus clubes, jardines y evocadores cementerios absorbieron de tal manera a Berendt que su novela Medianoche en el Jardín del bien y del mal invitó a muchos curiosos a visitar la ciudad; se dice incluso que algunos de los conocidos de John Berendt hicieron lo que podían para salir en su novela, ávidos de fama. 
Su libro fue durante tres años consecutivos el más leído de los más recientes best-sellers en la lista elaborada por el New York Times.